# Sperenberg
Sperenberg är en mindre ort och kommundel (tyska: Ortsteil) i Tyskland, tillhörande kommunen Am Mellensee, belägen i Landkreis Teltow-Fläming i förbundslandet Brandenburg. Kommundelen hade 1 491 invånare år 2014 och är en del av kommunen Am Mellensee sedan 2002.

## Geografi
Sperenberg ligger omkring 40 km söder om Berlins centrum i landskapet Teltow och nordväst om sjön Krummer See. Närmaste stad är Zossen, 11 km åt nordost. 

### Gipsberg
Strax öster om byn ligger der Gipsberg (Gipsberget), en höjd som når drygt 79 m ö.h. och har ett 9 m högt utsiktstorn öppet för allmänheten. Här bröts länge gips. Detta är också ursprunget till byns namn; sper kommer från ett slaviskt ord för gips.
Gipsberget är toppen av en saltdiapir som tränger upp genom moränen. Under gipslagret finns anhydrit och därunder en saltstock med stensalt.

## Näringsliv och kommunikationer

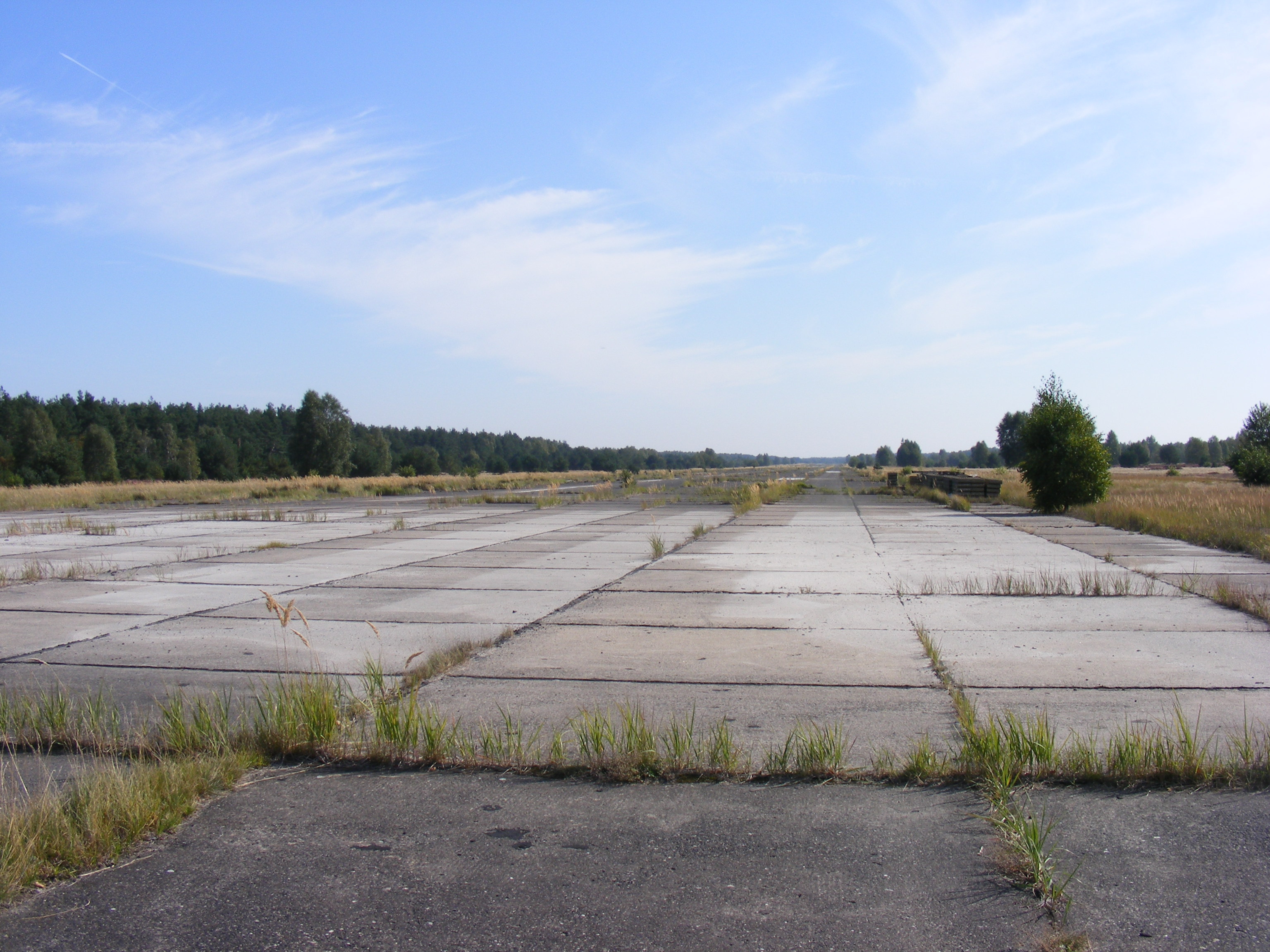
Sperenbergs nedlagda flygfält

Orten är främst känd för den tidigare sovjetiska flygbas som ligger här, Flugplatz Sperenberg. Basen lades ned 1994 och diskuterades under 1990-talet som det främsta alternativet till Berlin-Schönefelds flygplats vid placeringen av Berlins nya storflygplats, Berlin Brandenburg International, huvudsakligen på grund av det ur bullersynpunkt fördelaktiga läget i ett glesbebyggt område. Som främsta skäl till att Sperenberg inte valdes angavs det större avståndet till centrala Berlin jämfört med Schönefeld, som ligger direkt vid Berlins stadsgräns.
Sperenberg ligger vid den sedan 1998 nedlagda regionala järnvägslinjen mellan Zossen och Jüterbog. Idag bedrivs endast turisttrafik med dressiner på banan.

## Kända invånare
- Bartholomäus Krüger (1540-1597), författare.
- Adele Stolte (född 1932), sångerska, klassisk sopran.